# Paul Berth
Paul Ludvig Laurits Berth (Copenhaguen, 7 d'abril de 1890 - Gentofte, Selàndia, 9 de novembre de 1969) va ser un futbolista danès que va competir a començament del segle xx. Jugà com a centrecampista i en el seu palmarès destaca la medalla de plata en la competició de futbol dels Jocs Olímpics d'Estocolm, el 1912.
Pel que fa a clubs, jugà a l'AaB Ålborg entre 1908 i 1924. A la selecció nacional jugà un total de 26 partits, en què marcà un gol. Debutà contra Anglaterra l'octubre de 1911 i disputà el seu darrer partit contra els Països Baixos l'abril de 1922.